# 兄貴 (パチンコ機)
兄貴（あにき）は、1995年4月にSANKYOが発売した、鍛えぬかれた男同士のコミカルなストーリーが展開されるパチンコ機のシリーズ名。
兄貴とCR兄貴の2機種がある。

## 概要
兄貴は確率変動機能を搭載した権利物タイプ。2回ワンセットタイプで、権利獲得後は次回権利獲得までデジタルが揃う確率が10倍にアップする。CR機は確変機能を搭載している1回権利物タイプで、奇数図柄が揃って権利を獲得すると、次回権利獲得まで確変に突入する。確変中に再度確変図柄を揃えることができればそのまま確変状態は継続される。権利獲得から消化までのゲーム性やデジタル上の演出はどちらのタイプも同じである。大当たり図柄が10種類あり、それぞれの図柄には異なる筋肉隆々の兄貴たちが描かれており、右下に1〜9とFのいずれかが振ってある。右デジタルにのみ外れ専用の0図柄がありバーベルが描かれている。当時のノーマルタイプのデジパチと比較しても、機種によっては本機の方が大当たりしやすい確率となっており、甘いスペックであった。

デジタルが揃った後は、盤面左肩に配置されている電チューが約5秒開放される。電チューに玉が1個以上拾われれば権利を獲得できる。権利獲得後は、盤面右肩に配置されている1周9.5秒で回転している回転体役物に入賞させると盤面下部のアタッカーが開放される。このアタッカーの一回あたりの開放時間は9.5秒で時間の経過か規定数入賞で次のラウンドに移行する。1回の権利でアタッカー開放までの動作を16回繰り返す。

電源を立ち上げた時のデジタルに表示される出目は決められており、左デジタルには1図柄、中デジタルには2図柄、右デジタルには3図柄が表示される仕様である。

同時期に発売された機種として、系列メーカーである大同（現:ビスティ）から1994年に発売されたフィーバーニュートロンDや、同社から1995年に発売されたフィーバーフルーティーなどがある。

## スペック
- 兄貴
  - 賞球数 7&15
  - 大当たり最高継続 16R
  - 大当たり確率 1/215
- CR兄貴
  - 賞球数 5&14
  - 大当たり最高継続 16R
  - 大当たり確率 1/221
  - 確変時大当たり確率 1/22.1
  - 確変突入率 1/2

## 図柄
- 1
- 2
- 3
- 4
- 5
- 6
- 7
- 8
- 9
- F

## 演出
デジタルは左→右→中の順番に停止する。リーチアクションは全部で3種類あり、ノーマルリーチ以外にスーパーリーチの「高速リーチ」と「ジワジワリーチ」がある。リーチが掛かった時の中デジタルには、図柄停止後のスベリがあるが、100%当たるというわけではなく外れることもある。2種類のスーパーリーチは大当たり信頼度は高めだが、出現頻度は高くはない。ノーマルリーチ時の左右の兄貴たちのアクションは3パターンあり、「スクワット」「鉄拳」「微笑み」のいずれかのアクションを行う。高速リーチ発展時は、左右の兄貴たちが高速のスクワットを始める。ジワジワリーチは、左右の兄貴たちの目がハートマークになり、中デジタルが細かく砕けながら図柄が変わっていく演出である。
リーチは全部で3種類。まず1つ目が、リーチがかかった後中デジタルが、やや速い速度でコマ送りしていくノーマルリーチ（厳密に言うと、同じノーマルリーチでも左右のリーチ絵柄の動きが違うものがあるのだが、大当たりへの信頼度的には大差がないので、中デジタルが前述の動きをするものを全てノーマルリーチとした）。このノーマルリーチにのみ、1〜2コマ戻りやスベリのアクションがある。そして2つ目が、中デジタルの絵柄が（1枚ずつ切り替わるようにして）高速で次々と移行していき、ピタッと停止する高速リーチ。そして3つ目が、左右のリーチ絵柄のマッチョマンの目がハートになり、中デジタルがジワ〜ッと溶けるようにしながら移行していくジワジワリーチ。後者2つはスペシャリーチで、出現頻度は低いが信頼度はかなり高い。—『パチンコ必勝文庫 11』p157
いずれかの図柄が揃うと、7図柄に描かれている兄貴が「うおおおおおおお！やったああああああ！」と野太い声で叫ぶ。その後は権利獲得のための狙う場所や、権利獲得後に右打ちをする必要があることを示してくれる。

大当たりラウンド中は4ラウンドごとに、男が男に惚れるコミカルなストーリーが4コマ漫画形式で繰り広げられる。最初に描かれるのが「『ライバルは○○』の巻」で、次に描かれるのが「『誰の足？』の巻」である。その次が「『どっちが素敵？』の巻」で、最後に描かれるのが「『秘密特訓？』の巻」である。

## サウンドトラック
- 『ザ・パチンコ・ミュージック・フロム・SANKYO SPECIAL ～愛のパチパチロック～』 キングレコード、1996年2月21日。KICA-1173。
  - BGMが収録されている。